# Makedonier
Makedonier (makedonska: македонци, makedonci) är ett sydslaviskt folkslag på Balkan i framförallt Nordmakedonien och den omkringliggande regionen Makedonien med makedonska som modersmål samt medborgare i Nordmakedonien.
Förutom etniska makedonier kan makedonier även avse medborgare i Nordmakedonien samt personer med anknytning till den geografiska regionen Makedonien.

## Demografi

### Diaspora
Utöver den makedonska populationen på Balkan (Nordmakedonien, Grekland, Serbien, Bulgarien och Albanien) så lever personer med makedonskt ursprung i bland annat Västeuropa, Australien och Nordamerika. Framförallt finns en stor makedonisk diaspora i Tyskland och Italien med 62 000 respektive 74 000 medlemmar. I Sverige bor uppskattningsvis 6 000-15 000 med makedonsk bakgrund (se Makedonier i Sverige).

## Kultur

### Makedonska köket
Makedoniska köket är besläktat med övriga matkulturer på Balkan, framförallt med serbisk, bosnisk, kroatisk och bulgarisk matkultur. En blandning av östeuropeisk, orientalisk och medelhavsmat gör att det makedoniska köket är en spännande mötespunkt för flera matkulturer.

### Musik
För utförlig beskrivning se: makedonsk musik

## Noterbara makedonier

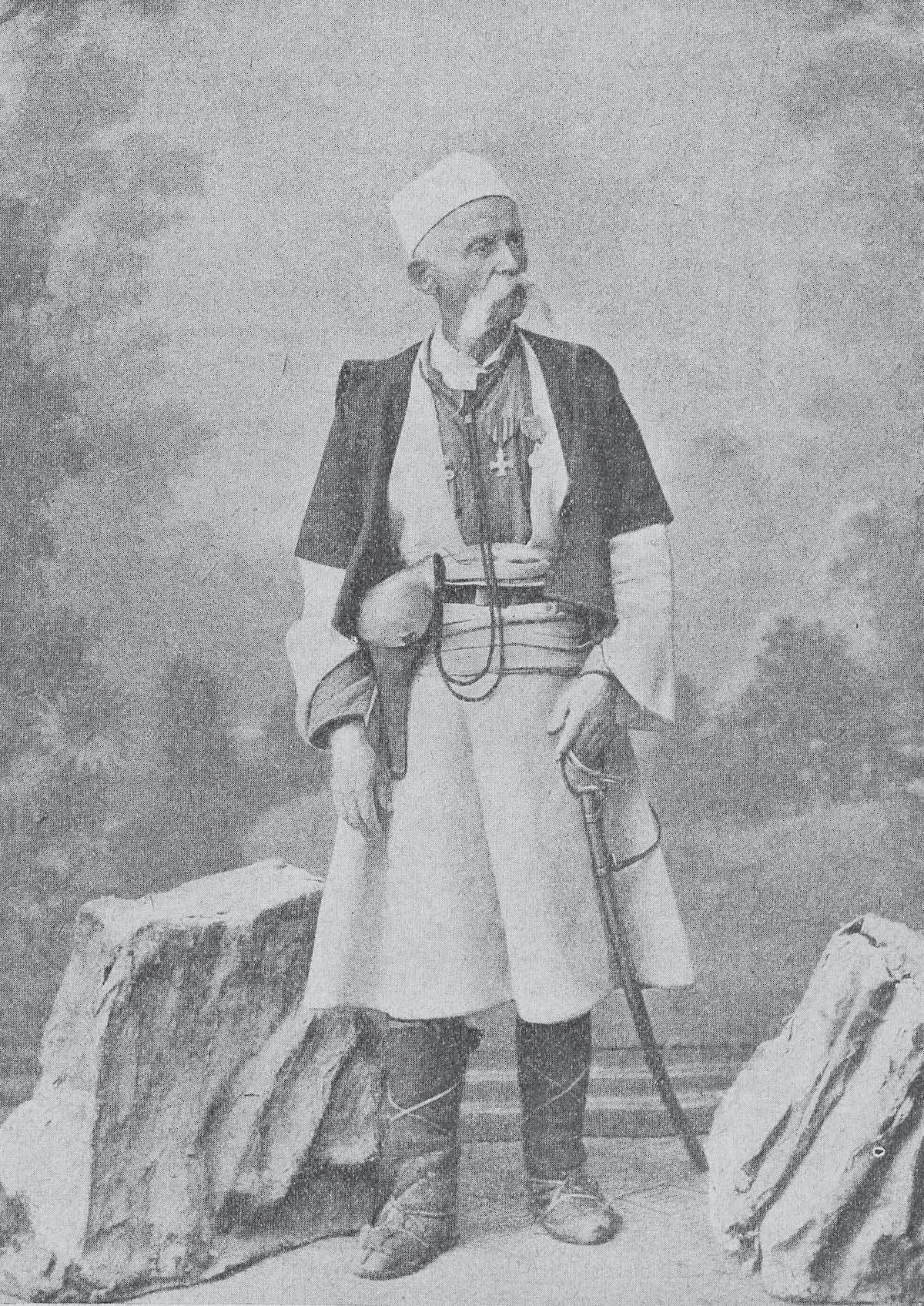
Gjorgjija Pulevski
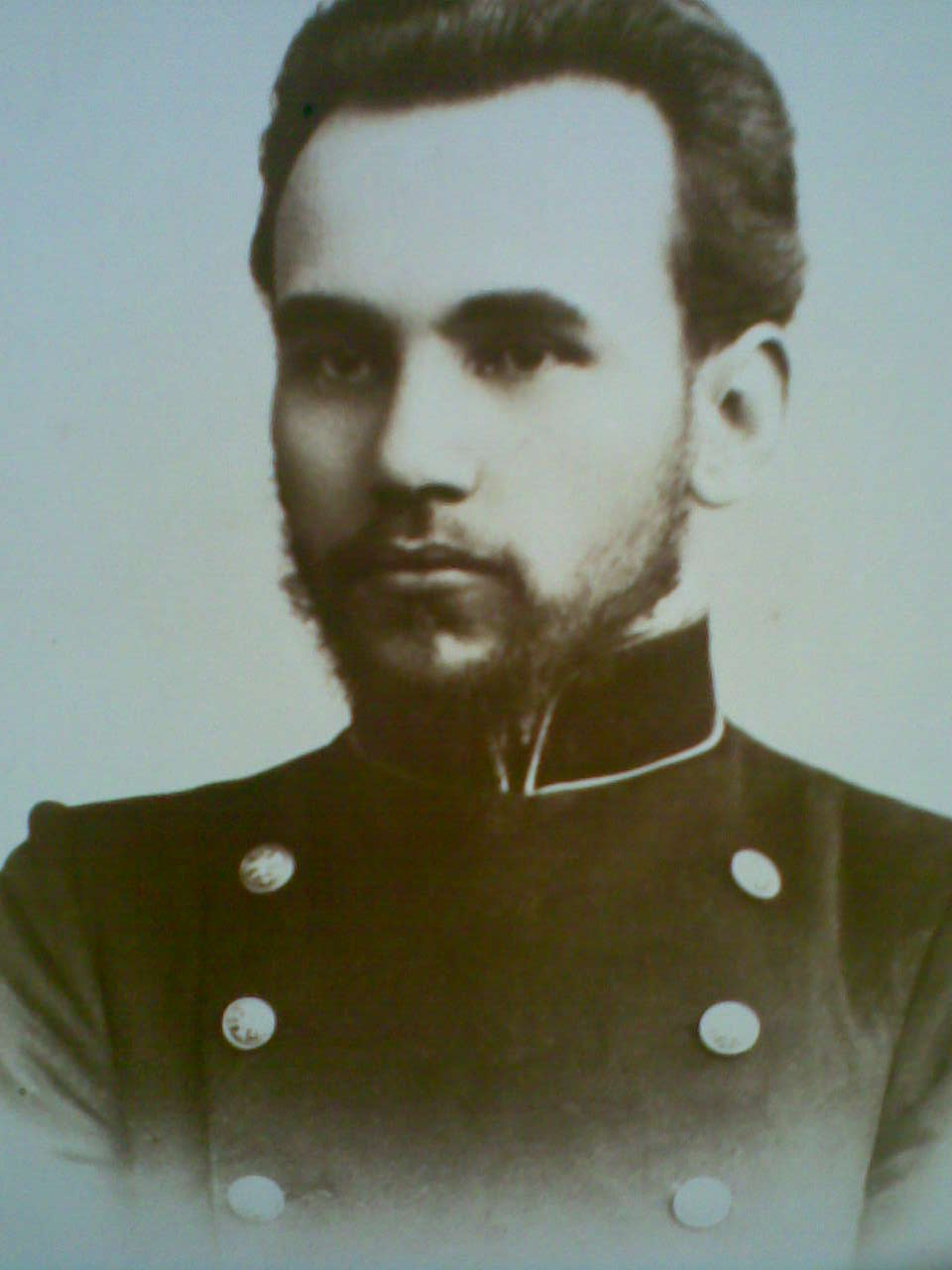
Dimitrija Čupovski
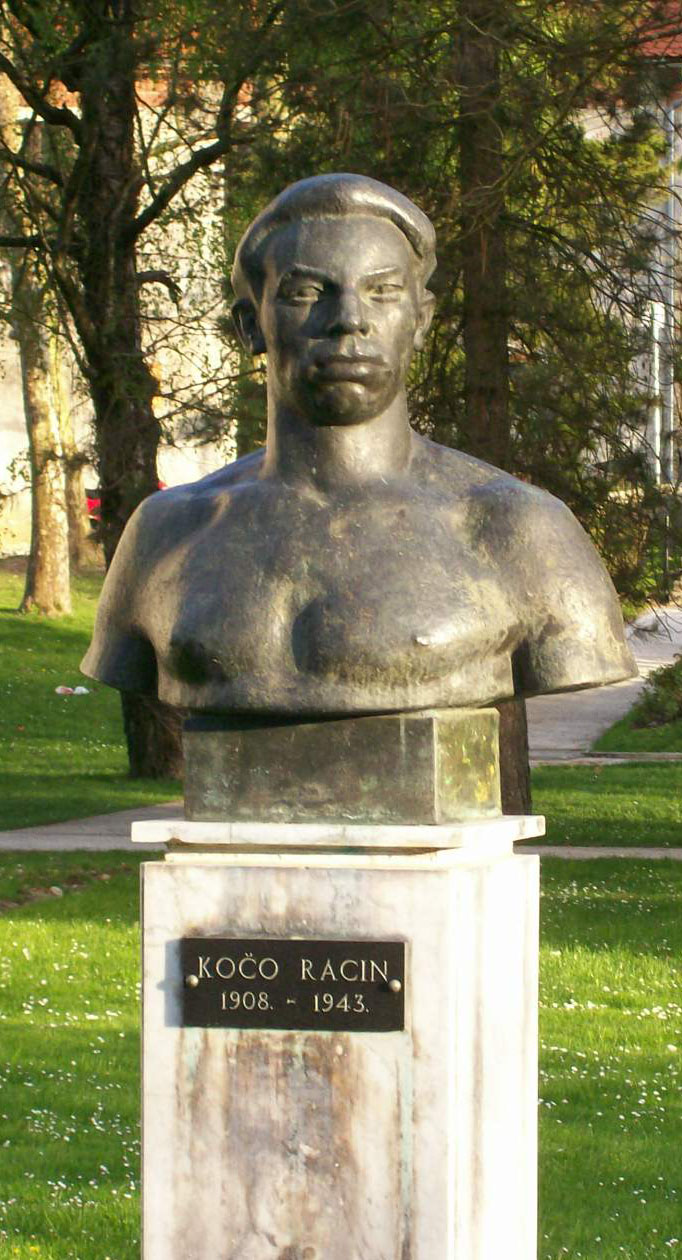
Kočo Racin
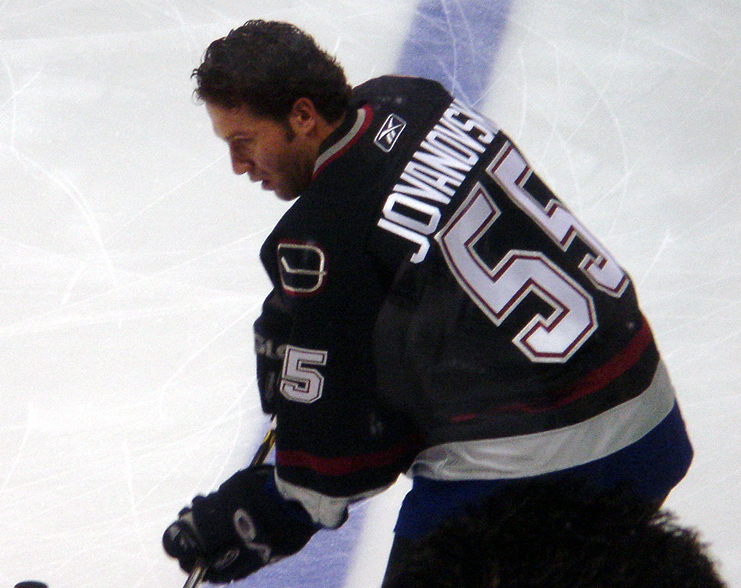
Ed Jovanovski
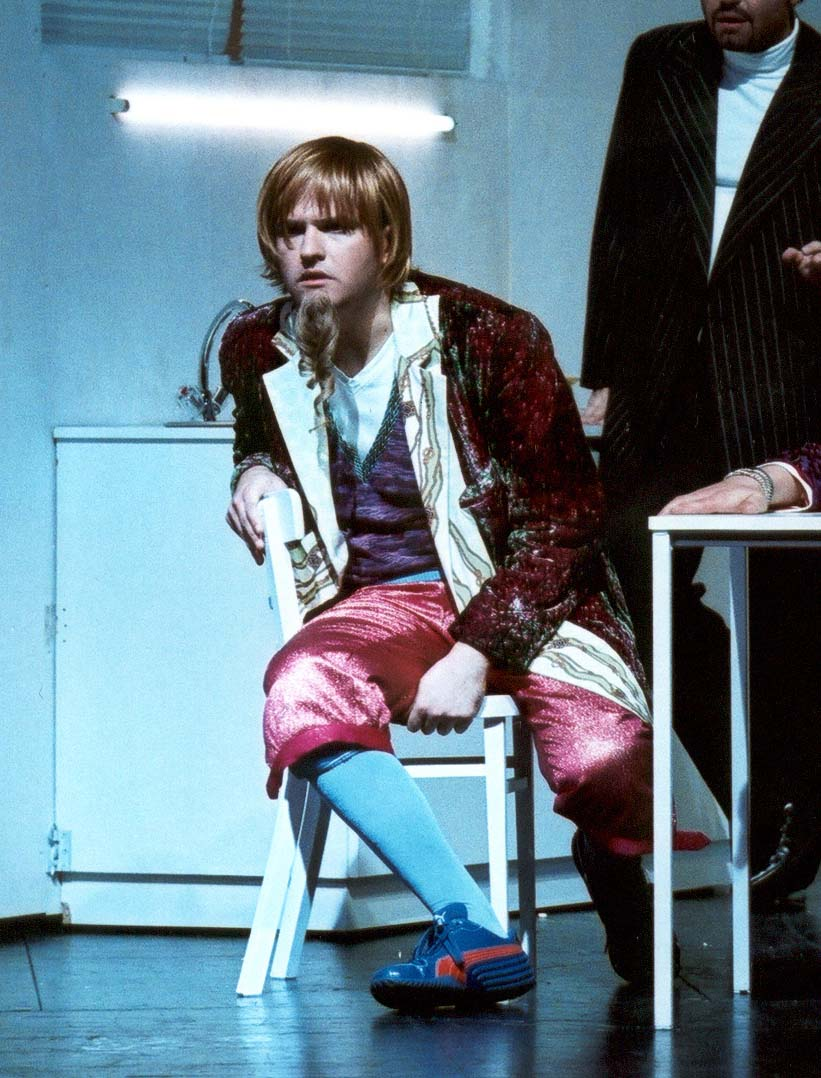
Blagoj Nacoski
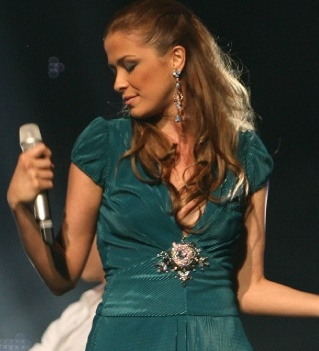
Karolina Gočeva
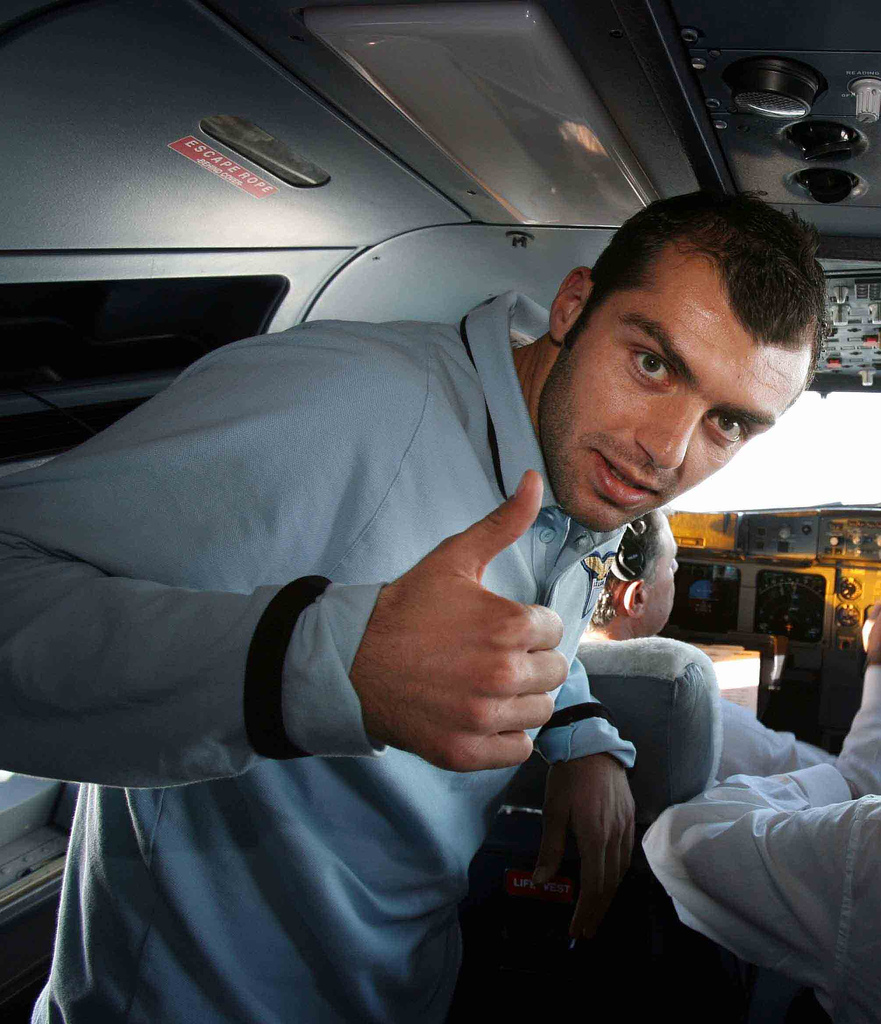
Goran Pandev
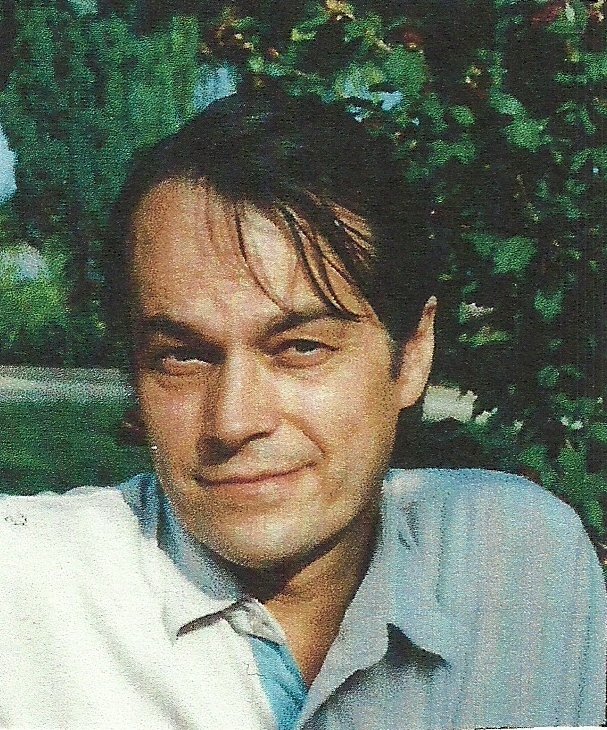
Savo Kostadinovski
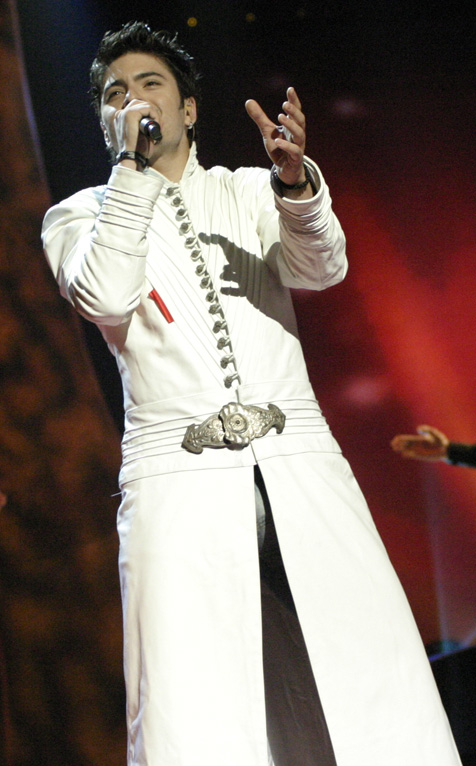
Toše Proeski
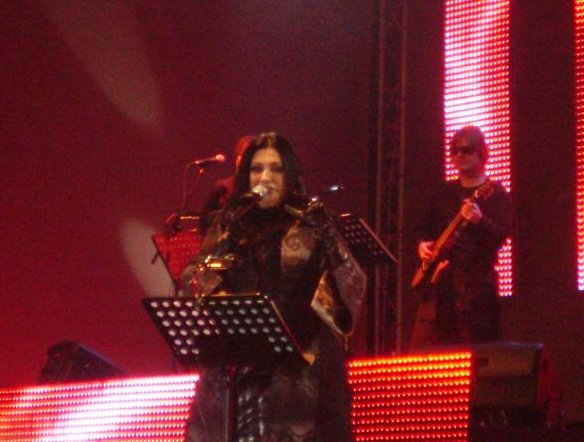
Kaliopi
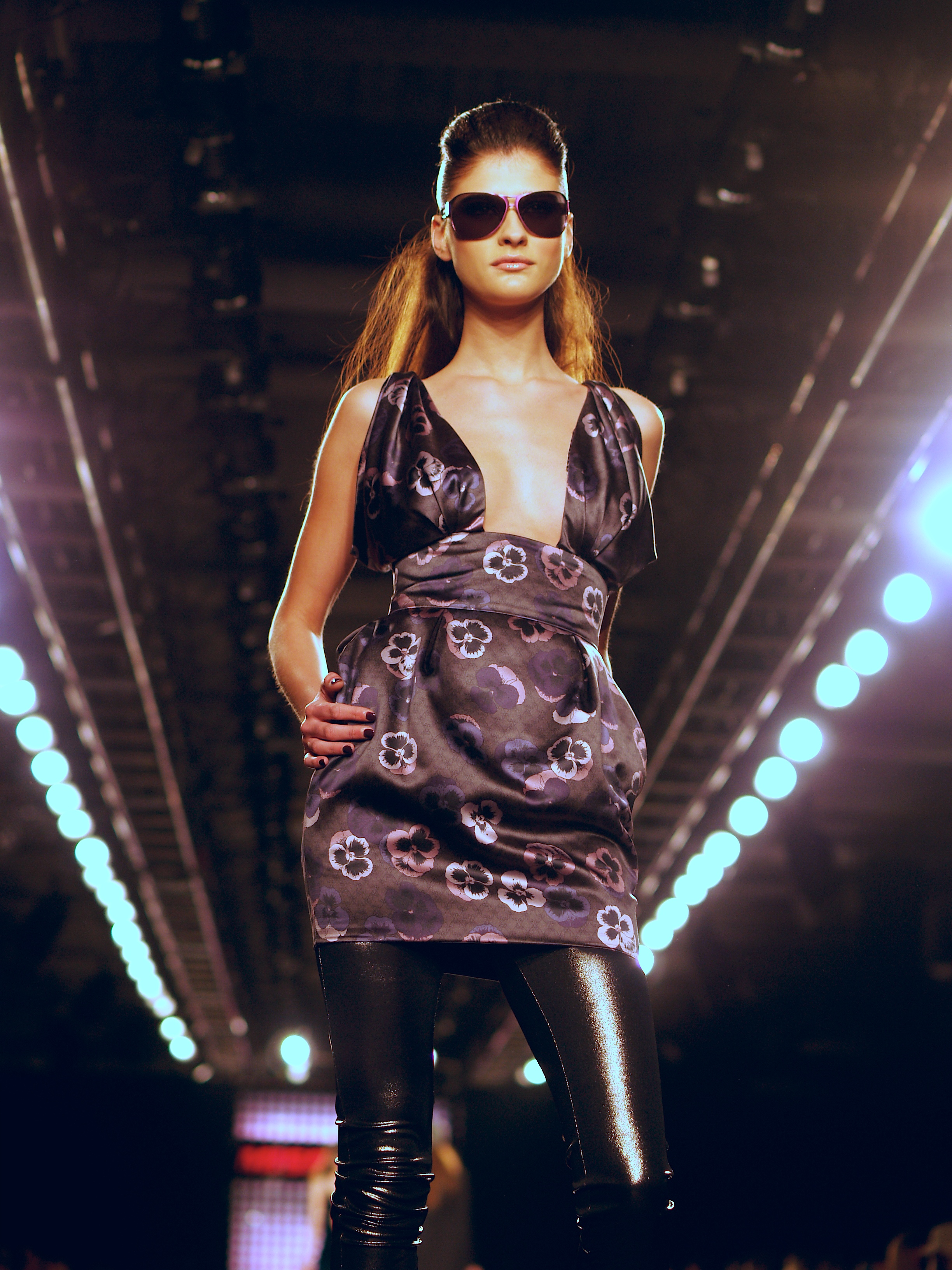
Katarina Ivanovska